# Järve (Saaremaa)
Järve is een plaats in de Estlandse gemeente Saaremaa, provincie Saaremaa. De plaats heeft de status van dorp (Estisch: küla).
Tot in oktober 2017 behoorde Järve tot de gemeente Salme. In die maand werd Salme bij de fusiegemeente Saaremaa gevoegd.

## Bevolking
Het dorp had 19 inwoners op 31 december 2011 en ook 19 inwoners op 31 december 2021.

## Ligging
Järve ligt aan de zuidkust van het eiland Saaremaa. De Tugimaantee 77, de secundaire weg van Kuressaare naar Sääre, komt door Järve.

## Geschiedenis
Järve werd in 1690 voor het eerst genoemd onder de naam Jerfwa Laratz, een boerderij annex herberg op het terrein van het landgoed Kaarma-Suuremõisa (Duits: Karmel-Großenhof). In 1855 was Järve een dorp. In de jaren 1920-1930 vormde Järve met het noordelijke buurdorp Keskranna één dorp, Järve-Keskranna. In 1977 werd Järve bij het zuidelijke buurdorp Tehumardi gevoegd. In 1997 werd het weer een zelfstandig dorp.